# ミヒャエル・ミュラー
ミヒャエル・ミュラー（ドイツ語: Michael Müller、 1964年12月9日 - ）は、ドイツの政治家。2014年より2021年までベルリン市長を務めた（第14代）。ドイツ社会民主党（SPD）所属。ミュラーは、独日友好議員連盟の幹事長
を務めている。日本側のカウンターパートは、衆議院議員であり、元外交官でドイツ語に精通している城内実日独友好議連幹事長。

## 経歴

### 生い立ち
西ベルリンのテンペルホーフ地区で生まれる。1982年に中等教育学校を卒業。経営学の専門学校へ進学し、1986年まで金属加工会社で職業教育を受けた。その後、父親が営む印刷業に15年にわたって従事した。
1981年に、ドイツ社会民主党（SPD）に入党。1989年から1997年までベルリン・テンペルホーフ区の区議会議員（Bezirksverordnetenversammlung）を務めた。1996年にベルリン市議会議員に初当選する。

### ベルリン市長

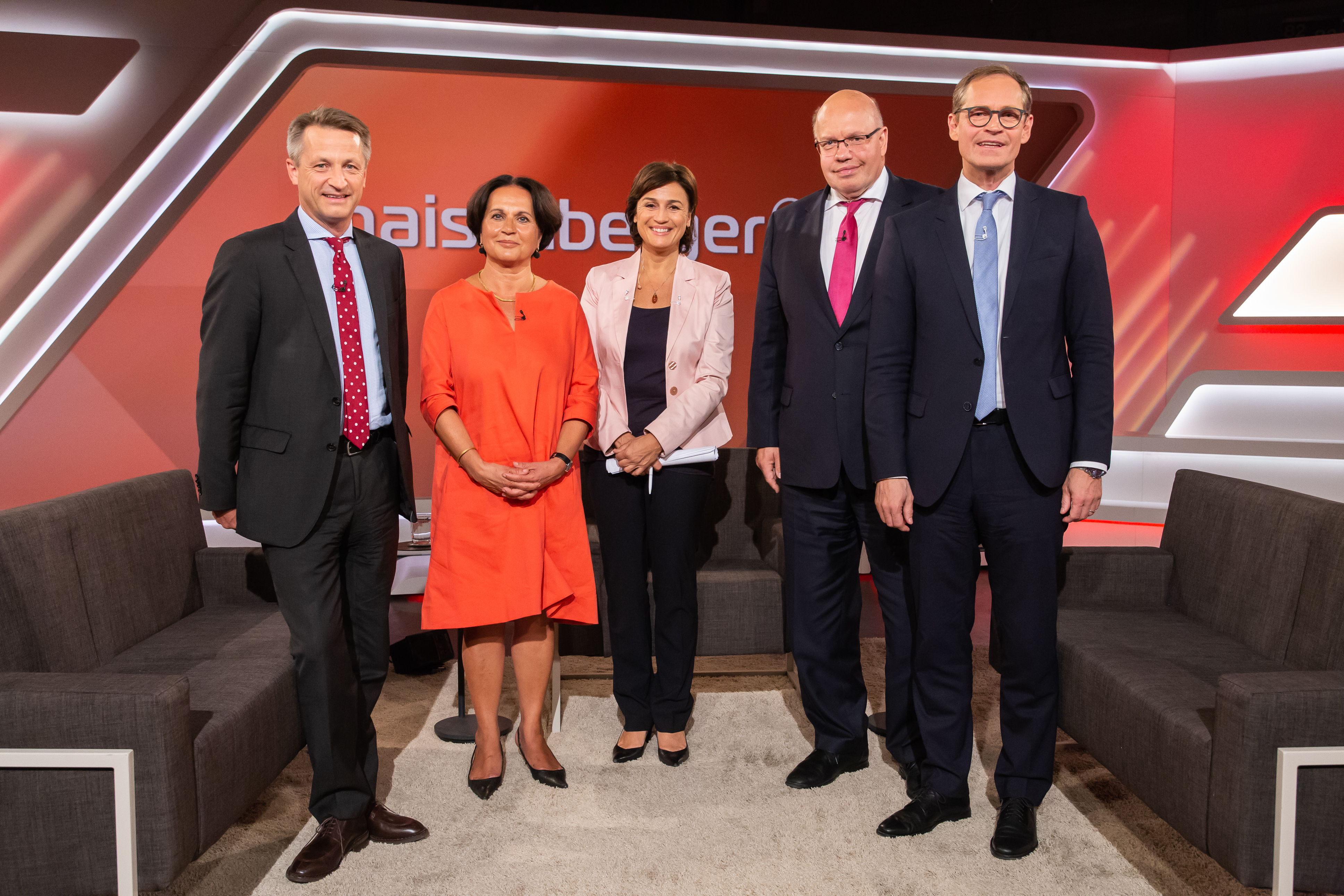
サンドラ・マイシュバーガーのトーク番組『maischberger』に出演（2018年7月5日）

2014年12月、ベルリン市議会における市長選の結果（賛成87票、反対58票、棄権1票）を受けてベルリン市長に選出された。2021年12月21日に退任。